# Lisa McAllister
Lisa McAllister est une actrice écossaise née le 21 novembre 1980 en Écosse.

## Biographie
Elle a commencé sa carrière comme mannequin, son premier rôle est un court métrage appelé Tapis de Fleurs de jardin. Sa carrière cinématographique a commencé dans un film d'action, Number One Girl, en 2005.
Elle est devenue un visage familier des films d'horreur. Elle est revenue à la télévision en 2010 pour jouer dans Sherlock.

## Filmographie

### Cinéma
- Carpet Garden Flowers (2000) as Kate McAllister (Short)
- The Number One Girl (2005) - Tatiana (direct to video)
- The Dark Knight (2008) - Passenger
- How to Lose Friends & Alienate People (2008) - Sophie Maes' Assistant
- The Rapture (2010) - Angel
- Just for the Record (2010) - Rosie Frond
- Devil's Playground (en) (2010) - Kate
- Dead Cert (2010) - Jen Christian
- Killing Bono (2011) - Erika

### Télévision
- Dream Team (2004–05) - Sofia Moxham
- Classé Surnaturel (2006) - Isobel
- Pumpkinhead: Ashes to Ashes (2006) - Dahlia Wallace
- The Bill (2007) - Isabelle Klein
- Sherlock (2010-2014) : Anthea
- Hardy Bucks (2011) - Svetlana